# بوراگو
بوراگو (انگلیسی: Bburago) شرکت اسباب‌بازی ایتالیایی است، که در سال ۱۹۷۶ تأسیس شد.